# 幸福，觸手可及！
《幸福，觸手可及！》（英語：Love Advanced Customization）（前名：愛情高級定制），2020年的中國大陸都市情感商戰電視劇，根據艾小圖的小說《戀愛才是正經事》改編，由黃景瑜、迪麗熱巴領銜主演，張馨予、易大千及胡兵聯合出演。2019年9月20日正式開機，12月27日全劇殺青。劇情講述時裝設計師周放邂逅商界大佬宋凜，兩人從開始的勢不兩立到後來的互相扶持、共同成長，並在過程中相識、相知、相愛，愛情與事業雙豐收的故事。劇集於2020年5月19日起在湖南衛視金鷹獨播劇場開播，并在爱奇艺、腾讯视频、优酷视频同步播出。

## 播出時間
| 頻道                  | 所在地   | 日期                         | 時間 | 備註                                           |
| 湖南卫视              | 中国大陆 | 2020年5月19日-6月21日        | 星期一至四 20:00－22:00（两集连播） 星期五、六 19:30－20:00（只播一集） 星期日 19:30－22:00（两集连播） | 5月31日、6月7日、6月17日 暫停播放              |
| 騰訊視頻 愛奇藝 優酷  | 中国大陆 | 2020年5月19日-6月21日        | 每晚 24:00 同步更新                                                                                     | 5月31日、6月7日、6月17日暫停更新               |
| Astro雙星 Astro雙星HD | 马来西亚 | 2020年6月1日-2020年7月15日   | 每晚 19:00 - 20:00                                                                                      |                                                |
| Channel China         |          | 2020年9月8日-2020年          | 星期一至五每晚23:00                                                                                     |                                                |
| 深圳衛視              | 中国大陆 | 2020年9月9日-2020年10月1日   | 星期一至日每晚19:35（兩集連播）                                                                         |                                                |
| 東南衛視              | 中国大陆 | 2020年9月9日-2020年10月1日   | 星期一至日每晚19:35（兩集連播）                                                                         | 9月15日－9月20日停播                           |
| 新传媒8频道           | 新加坡   | 2022年11月28日-2023年1月31日 | 星期一至五 23:00 - 00:00                                                                                | 2023年1月23日及1月24日因播映新春特备，暫停播放 |
| 中天娛樂台            | 臺灣     | 2024年7月29日-2024年8月28日  | 星期一至五 22:00 - 00:00                                                                                | 連播兩集（首集23:00）                          |

## 劇情介紹
《幸福，觸手可及！》講述周放與宋凜這對勢均力敵的新時代男女從創業危機到最後牽手堅定面對愛情與事業的故事。
服裝設計師周放（迪麗熱巴飾）與未婚夫割蓆後獨自支撐起公司，想要打造屬於自己的時裝品牌，巧遇痞帥又多金的商界大佬宋凜（黃景瑜飾），兩個性格都十分強勢的人因商業官司而認識，一開始已誤會不斷，是狹路相逢的冤家，卻因為生活與工作中的種種紐帶而被迫合作。兩個一樣毒舌、剛烈的人天天互懟，從不饒人，二人在電商市場上鬥智鬥勇，在相互較勁的過程中，二人也不斷成長著，並漸漸發現對方身上的優點，互相依賴，產生情愫，漸漸相愛，從互相嫌棄的對手，變成一對攜手並進的戀人。周放與宋凜彼此支撐著也彼此嫌棄著，他們一起度過了種種難關，並為了實現各自的理想不斷的完善自己，互相成就彼此。最終，周放擁有了屬於自己的知名高定品牌，宋凜也成功開拓出高級定制的商業模式，在事業上獲得新的突破；兩人在收穫幸福愛情的時候，亦共同到達事業的高峰點。

## 演員列表

### 主要演員
| 演員              | 角色   | 介紹 |
| 黃景瑜            | 宋凜   | 老宋（宋洛專稱）、牙牙（奶奶專稱）、小宋（李如惠、周育年專稱） 前「萬楓」集團總裁、「凜放」科技有限公司總裁 周放的歡喜冤家兼房東，後為其夫，宋洛的哥哥，周育年、李如惠的女婿，沈迪的姨父，蘇璵山的死對頭，左宇霖、王鶴、陳晨的上司兼好兄弟，汪澤洋、霍辰東的情敵，露娜的追求對象，令曦的合作伙伴兼仰慕對象。 草根出身，父母車禍去世，由奶奶撫養長大，靠自己的雙手打拼成為電商總裁，有著很接地氣的出生卻不平凡的創業歷程。事業上風生水起，性格異常理性睿智，常年一副撲克臉，但在遭遇和解決家庭，愛情等感情問題時，偶爾也會顯露出孩子氣和風趣幽默的一面，唯一的爱好是摩托车。工作上遇上性格好強的周放，她工作能力高，人亦有野心，性格強勢的宋凜被周放這種女強人不服輸的性格吸引，因而對其產生想要征服的心，但因宋凜一直認為喜歡也不一定要在一起，所以並沒有想過要和周放在一起，卻在相處中慢慢被周放俘獲，更願意為了她一次次的降低自己的原則和底線，最終因愛上周放而找到不同於事業成就所帶來的滿足與幸福。 於第5集向周放坦白，與露娜签订了“炒CP”的协议，协议即将到期。 於第12集向露娜宣告周放是自己的女朋友，不许露娜伤害她。 於第15集與周放確認戀愛關系 於第16集因露娜搞鬼與周放分手 於第21集提出與周放復合，惜被拒絕。 於第25集因車禍一事與周放復合 於第28集離開「萬楓」集團 於第51集成為周放的丈夫                            |
| 迪麗熱巴          | 周放   | 「放」工作室首席設計師暨品牌主理人、後為原創服裝品牌「TKY Shop」創辦人 26歲，宋凜的歡喜冤家兼租客，後為其妻，周育年、李如惠的女兒，沈迪的小姨，宋洛的嫂子，秦清的閨蜜，霍辰東的師妹兼愛慕者，汪澤洋的未婚妻，後分手，露娜、令䂀的情敵。 原是默默無名的服裝設計師，後靠自己的努力成功擁有自己的原創品牌和服裝公司，是商場中的理想主義者，工作時直爽幹練，自強自立，有心眼卻不耍心機。生活中我行我素，遭遇因境與否定也從不徹底灰心或絕望。情路坎坷，曾被相戀5年的未婚夫出軌背叛，但周好放依舊對愛情和生活擁有一副絕不湊合的堅決信念。公司因前未婚夫的刻意為難而陷入困境，而這個困境只有宋凜能夠幫助解決，於是她厚起臉皮去找他幫忙；自此宋凜多次接近周放，周放誤以為宋凜只把自己當成曖昧對象，存心玩弄自己的感情，但其實宋凜早已愛上周放，周放也在這段時間對宋凜產生好感，卻因爲自己曾經經歷過感情失敗，對宋凜這種嬉皮笑臉的男生沒有信心，不敢接受。後來，兩人因為一次車禍感情破冰，雙方皆認清自己的心意，自知不能失去對方。 於第1集發發現未婚夫出軌，立即與其解除婚約。 於第13集因不堪流言，退出「天裁」設計師大賽。 於第15集與宋凜確認戀愛關系 於第16集因露娜搞鬼主動與宋凜提出分手 於第21集因不想連累宋凜，拒絕與其復合。 於第25集因車禍一事與宋凜復合 於第31集因患重型流感進入重症監護室 於第51集成為宋凜的妻子 於第51集懷孕 |
| 張馨予 童年：常遠 | 秦清   | 「CRD克徠帝」珠寶定制設計師兼老闆 26歲，左宇霖的戀人，周放的閨蜜。 性格豪爽為人仗義的美艷御姐，期待新鮮而有趣的愛情，卻也堅信愛情過了保鮮期就要丟掉，直到經歷了真愛的分分合合，才清楚自己想要什麼。 於第6集與左宇霖確認戀愛關系，為期三個月。 於第25集以不適合姊弟戀的理由向左宇霖提出分手。 於第31集與左宇霖復合。 於第42集成為左宇霖的妻子 |
| 易大千            | 左宇霖 | 五三（秦清專稱） 前「萬楓」集團市場部員工、後為「凜放」科技有限公司職員 23歲，秦清的戀人，宋凛的下屬兼好兄弟。 腦迴路清奇，思想縝密，有著年輕人的自信和衝勁，對愛情和事業上的困境總能機智地化解，腳踏實地的接受磨練與成長，為的是更有底氣的站在愛人的面前保護她。 於第6集與秦清確認戀愛關系，為期三個月。 於第25集被秦清以不適合姊弟戀的原因提出分手。 於第31集與秦清復合。 於第42集成為秦清的丈夫 |
| 胡兵              | 蘇璵山 | 服裝產業第一電商，「百賽」集團總裁、「万枫」集团控股人 47歲，林真真的丈夫，深愛四月，宋凛的競爭對手。 他永遠笑臉迎人，也永遠保持防備。樹大根深的蘇璵山之所以抓著宋凜不放，並非是要維護自己第一電商的寶座，而是兩人之間可謂頗有淵源。蘇璵山深愛的女人四月因病而死，四月的母親樂青子將女兒之死歸咎於受蘇璵山身上，他曾經多次找過樂青子，想要拿到四月自創的服裝品牌「四月」，但因樂青子對蘇璵山充滿恨意，故將品牌贈給四月的徒弟宋凜，因此蘇璵山一直對宋凜心存芥蒂；同時對四月和樂青子一直十分愧疚。 於第28集以高价收购万枫集团的股权，成为万枫集团的控股人。 於第50集宣布退休，退出「百賽」及「萬楓」集團 於第51集擁有自己的咖啡店 |

## 其他演員

### 宋凛家
| 演員   | 角色 | 介紹 |
| 鄭水晶 | 宋洛 | 16歲，宋凜的妹妹，周放的好友，後為其小姑，沈迪的同桌兼好友，李如惠、周育年的乾女兒。外表可愛性格叛逆的高中女孩，喜愛塗鴉且頗具天賦，與宋凜溝通甚少關係尷尬，卻由於同愛繪畫與周放成為小姐妹，時常聯手給宋凜難題， 並在其中一直撮合宋凛與周放，最終得到了哥哥的理解向自己的藝術理想努力奮進，終出國留學。 於第33集到美國讀書 |
| 曺陽   |      | 宋凜、宋洛的奶奶，家住鄉村，喜歡種菜、養豬。 |

### 周放家
| 演員   | 角色   | 介紹 |
| 王全有 | 周育年 | 58歲，周放的父親，宋洛的乾爸。溫和儒雅，慈愛近人。早年經營服裝加工廠，扶持女兒創業，現已退休在家，專注盆景栽種和冷笑話創作。在女兒遇到事業危機之時，與宋凜為周放力挽狂瀾。                                                                                   |
| 朱茵   | 李如惠 | 55歲，周放的母親，宋洛的乾媽。賢妻良母，持家有道的家庭主婦，除了不省心的女兒，她還要忍受老伴兒冷掉牙的小段子。自從周放解除婚約，李如惠就把周放的婚姻當作頭等大事來抓，她通過各種途徑和方式為周放尋覓相親對象，曾因對宋凛存有偏見而阻止周放與其交往，後接受。 |
| 王一鳴 | 沈迪   | 大外甥（宋洛專稱） 16歲，品學兼優的好學生。周放的外甥、宋洛的同桌兼好友；後到美國讀書。 |
|        | 孫婧文 | 沈迪的母親、周放的表姐。拜託周放照顧兒子沈迪。 |

### 「萬楓」集團
| 演員   | 角色   | 介紹 |
|        | 四月   | 已去世，衣服品牌「四月」創辦人，服裝設計師，蘇璵山的女朋友，宋凜的恩師。早年提攜宋凜加入時裝行業，視其為徒弟。深愛蘇璵山，為了他放棄了自己最愛的服裝夢，加入了其公司，一心助力實現蘇璵山的商業王國。後因感冒引發肺炎，高燒的時候還在加班，疲勞駕駛，最後死於車禍。 |
| 吳冕   | 程慕貞 | 「萬楓」集團股東，四月的母親，一直提攜宋凜，並將女兒建立的衣服品牌「四月」交給宋凜全權負責。 |
| 蔡光泰 | 陳晨   | 前為「萬楓」集團員工，後為「凜放」科技有限公司員工，宋凛的助理；實為蘇璵山在三年前派遣到宋凜身邊的內鬼，後被宋凜原諒，繼續留在宋凜身邊。 |

### 「TKY Shop」公司
| 演員   | 角色   | 介紹 |
| 王嘉綺 | 泉野   | 「天裁」設計師大賽參賽者，周放的競爭對手，曾誤會周放在比賽中有後台因此對其不滿，後兩人冰釋前嫌，更成為由周放創立的品牌「TKY Shop」的合伙人兼設計師。 |
| 王瑞欣 | 悠悠   | TKY Shop實習生，周放的下屬。 |
| 周憶丹 | 唐潔   | TKY Shop服裝設計師，周放的下屬。 |
| 柏智杰 | 邵愷   | TKY Shop互聯網技術運維，周放的下屬。 |
| 郭昊鈞 | 傅春來 | TKY Shop裁縫師，周放的下屬。 |

### 其他演員
| 演員                | 角色   | 介紹 |
| 是安                | 王鶴   | 宋凛的下屬兼好兄弟，露娜的好友並一直暗戀其，前期多次出謀撮合宋凛及露娜；後期經常為宋凛與周放作感情分析。最終成為露娜的經紀人。 |
| 李欣澤              | 汪澤洋 | 周放的未婚夫兼公司合伙人，沈培培的情人。與戀愛5年的未婚妻周放在拍攝婚紗照當天被發現出軌，繼而與其解除婚約兼拆夥。 |
| 曹煜辰 童年：武洪吉 | 霍辰東 | 銀行行長，周放、秦清的大學師兄，一直被周放誤會自己喜歡的人是秦清，但其實一直暗戀周放。回國後遇上周放跟汪澤洋分手後主動追求，可惜被拒絕。在情敵宋凜遇上事業危機時，為其提供協助，成為他的獨家理財顧問。後期被沈培培追求。 於第14集向周放表白，惜被拒絕。 於第45集參加宋凜周放婚禮後，出國工作。 |
| 張逗逗              | 露娜   | 大明星，傾慕宋凛，周放的情敵，王鶴的好友並被其暗戀，為了追求宋凛一直討好宋洛。一直認為自己和宋凛是最絕配的一對，但周放的出現使她有了危機感，因而以各種理由在工作上刁難為她設計衣服的周放。 於第16集使計破壞宋凜與周放的感情，令兩人分手。                                                      |
| 鄭衛莉              | 田麗娟 | 中學教師、左宇霖的母親，母兼父職獨家養育左宇霖，對兒子有強烈的保護慾，反對左宇霖與自己以前的學生秦清談戀愛，後誤以為秦清懷孕，繼而認可二人在一起；是周放的母親李如惠的好友。 |
| 趙昕                | 沈培培 | 雜誌專欄編輯，汪澤洋的情人；在不知情的情況下當了汪澤洋與周放之間的第三者，發現汪澤洋有未婚妻後與其分手。周放的情敵；後和好，更成為周放和秦清的閨蜜。經周放與秦清介紹對霍辰東一見鍾情，並主動追求其。                                                                                           |
| 銀雪                | 林真真 | 蘇璵山的妻子，深愛蘇璵山，卻因為蘇璵山始終不能忘懷已去世的四月，終提出離婚。最終在蘇嶼山決定辭去工作，好好陪伴林真真後，與蘇嶼山和好。 |
| 林源                | 令䂀   | 代理人，經霍辰東介紹與宋凜有工作上的合作，仰慕及欣賞宋凜，她的出現多次惹得周放吃醋；是林雲的前女友。 |
| 楊杰                | 小飛   | 受左宇霖的幫助，宋凜的賞識，屬於自己的公司終得到宋凜以私人名義投資。 |
| 郭彤彤              |        | 露娜的經紀人。 |
| 曹禕諾              |        | 露娜的助理。 |
| 孫正霖              | 林雲   | 畫家，令䂀的前男友，對其一直未能忘懷。 |
| 李佑偉              | 沈律師 | 宋凜的好友，喜歡秦清。 |
| 吳任遠              | 墨揚   | |
| 白韌卓              | 蘇助理 | 蘇璵山助理。 |

## 電視劇原聲帶
| 《幸福，觸手可及！》電視劇原聲帶 | 《幸福，觸手可及！》電視劇原聲帶 | 《幸福，觸手可及！》電視劇原聲帶 | 《幸福，觸手可及！》電視劇原聲帶 | 《幸福，觸手可及！》電視劇原聲帶 | 《幸福，觸手可及！》電視劇原聲帶 |
| 曲序                             | 曲目                             |                                  | 作曲                             | 编曲                             | 演唱                             |
| -------------------------------- | -------------------------------- | -------------------------------- | -------------------------------- | -------------------------------- | -------------------------------- |
| 1.                               | 最好的安排（片頭曲）             | 焦東、冪雅                       | 黃鈞澤C-JAY                      | 楊朝焰、李鎮宇                   | 林彥俊                           |
| 2.                               | 如果說，還記得（片尾曲）         | 師銘澤                           | 黃鈞澤C-JAY                      | 楊朝焰                           | 黃景瑜                           |
| 3.                               | 寒暄（插曲）                     | 冪雅、李驪                       | 黃鈞澤C-JAY                      | 樊勇                             | 太一                             |
| 4.                               | 接招吧（插曲）                   | 椒十三                           | 黃鈞澤C-JAY                      | 楊朝焰、李鎮宇                   | 師銘澤、施展                     |
| 5.                               | 如果愛了解（插曲）               | 林喬、劉恩汛                     | 黃鈞澤C-JAY                      | 楊朝焰、蔡飛宏                   | 夏瀚宇                           |
| 6.                               | 盛夏（插曲）                     | 林喬、零                         | 黃鈞澤C-JAY                      | 楊朝焰                           | 林彥俊、薛明媛                   |

## 軼事
- 此劇原定名稱為《愛情高級定製》，最後改為《幸福，觸手可及！》。
- 此劇原定電視版共45集，官方微博於2020年6月15日宣布劇集加至51集，延至6月21日播放大結局。

## 收視率
| 中国 湖南卫视 首播收视率 |               |             |             |             |           |           |           | |
| 集數                     | 播出日期      | CSM59城市网 | CSM59城市网 | CSM59城市网 | CSM全國網 | CSM全國網 | CSM全國網 | 備註                                                                                                   |
| 集數                     | 播出日期      | 收視率      | 收視份額    | 排名        | 收視率    | 收視份額  | 排名      | 備註                                                                                                   |
| 1-2                      | 2020年5月19日 | 2.495       | 9.586       | 1           | 0.98      | 4.87      | 1         | 尼尔森全国网收视率1.98，份额3.9%，全国第一。                                                           |
| 3-4                      | 2020年5月20日 | 2.496       | 9.749       | 1           | 1.02      | 4.96      | 1         | 尼尔森全国网收视率1.99，份额3.8%，全国第一。                                                           |
| 5-6                      | 2020年5月21日 | 2.420       | 9.168       | 1           | 1.07      | 5.07      | 1         | 全国网收视率成为全国市场上唯一收视率破1，份额破5%的电视剧。 尼尔森全国网收视率2.12，份额4%，全国第一。 |
| 7                        | 2020年5月22日 | 2.312       | 7.951       | 1           | 1.05      | 4.54      | 1         | 尼尔森全国网收视率1.91，份额3.7%，全国第一。                                                           |
| 8                        | 2020年5月23日 | 2.019       | 7.257       | 1           | 0.87      | 4.08      | 1         | 尼尔森全国网收视率1.81，份额4%，全国第一。                                                             |
| 9-10                     | 2020年5月24日 | 2.117       | 7.245       | 2           | 1.05      | 5.51      | 1         | 尼尔森全国网收视率2.03，份额4.2%，全国第一。                                                           |
| 11-12                    | 2020年5月25日 | 2.389       | 8.932       | 1           | 1.08      | 5.24      | 1         | 尼尔森全国网收视率2.19，份额4.1%，全国第一。 CCTV-8《奮進的旋律》完結                                  |
| 13-14                    | 2020年5月26日 | 2.565       | 9.941       | 1           | 1.06      | 5.23      | 1         | 尼尔森全国网收视率2.17，份额4.2%，全国第一。 CCTV-8《誰說我結不了婚》開播                              |
| 15-16                    | 2020年5月27日 | 2.395       | 9.505       | 1           | 0.99      | 4.90      | 1         | 尼尔森全国网收视率2.1，份额4.1%，全国第一。 北京衛視《遍地書香》完結                                   |
| 17-18                    | 2020年5月28日 | 2.340       | 8.944       | 1           | 0.98      | 4.7       | 1         | 尼尔森全国网收视率2.08，份额4%，全国第一。 北京衛視《燃燒》開播                                        |
| 19                       | 2020年5月29日 | 2.230       | 7.974       | 1           | 0.79      | 3.7       | 3         | 尼尔森全国网收视率1.40，份额2.9%，全国第一。                                                           |
| 20                       | 2020年5月30日 | 1.995       | 7.099       | 1           | 0.82      | 3.98      | 1         | 尼尔森全国网收视率1.44，份额3.2%，全国第一。 江蘇、浙江衛視《秋蟬》完結                                |
| -                        | 2020年5月31日 | -           | -           | -           | -         | -         | -         | 停播一天 江蘇、浙江衛視《三叉戟》開播                                                                  |
| 21-22                    | 2020年6月1日  | 2.362       | 8.728       | 1           | 0.99      | 4.07      | 1         | 尼尔森全国网收视率1.95，份额3.7%，全国第一。                                                           |
| 23-24                    | 2020年6月2日  | 2.432       | 9.322       | 1           | 1.09      | 5.26      | 1         | 尼尔森全国网收视率1.99，份额3.9%，全国第一。                                                           |
| 25-26                    | 2020年6月3日  | 2.195       | 8.424       | 1           | 0.94      | 4.73      | 1         | 尼尔森全国网收视率2.01，份额3.9%，全国第一。                                                           |
| 27-28                    | 2020年6月4日  | 2.239       | 8.502       | 1           | 1.03      | 5.05      | 1         | 尼尔森全国网收视率2，份额4%，全国第一。                                                                |
| 29                       | 2020年6月5日  | 1.413       | 5.092       | 4           | 0.54      | 2.78      | 5         | CCTV-1《花繁葉茂》結束                                                                                 |
| 30                       | 2020年6月6日  | 1.079       | 3.972       | 6           | 0.5       | 2.67      | 5         | CCTV-1《最美的鄉村》開播                                                                               |
| -                        | 2020年6月7日  | -           | -           | -           | -         | -         | -         | 停播一天                                                                                               |
| 31-32                    | 2020年6月8日  | 1.991       | 7.505       | 2           | 0.85      | 4.12      | 2         | 尼尔森全国网收视率2.11，份额4%，全国第一。                                                             |
| 33-34                    | 2020年6月9日  | 2.146       | 8.168       | 1           | 0.88      | 4.32      | 2         | 尼尔森全国网收视率2.04，份额3.8%，全国第一。                                                           |
| 35-36                    | 2020年6月10日 | 2.160       | 8.356       | 1           | 0.97      | 4.67      | 2         | |
| 37-38                    | 2020年6月11日 | 2.109       | 8.279       | 1           | 0.86      | 4.30      | 2         | 尼尔森全国网收视率1.9，份额3.7%，全国第一。                                                            |
| 39                       | 2020年6月12日 | 2.533       | 9.758       | 1           | 0.88      | 4.52      | 2         | |
| 40                       | 2020年6月13日 | 1.857       | 7.174       | 1           | 0.71      | 3.84      | 2         | 尼尔森全国网收视率1.90，份额3.7%，全国第一。                                                           |
| 41-42                    | 2020年6月14日 | 2.072       | 8.032       | 1           | 0.95      | 4.61      | 2         | 尼尔森全国网收视率2，份额4.1%，全国第一。                                                              |
| 43-44                    | 2020年6月15日 | 1.982       | 7.684       | 1           | 0.95      | 4.65      | 2         | 尼尔森全国网收视率2.03，份额3.8%，全国第二。                                                           |
| 45-46                    | 2020年6月16日 | 1.879       | 7.223       | 1           | 0.87      | 4.13      | 2         | |
| -                        | 2020年6月17日 | -           | -           | -           | -         | -         | -         | 停播一天                                                                                               |
| 47-48                    | 2020年6月18日 | 1.945       | 7.909       | 1           | 0.82      | 4.13      | 2         | 尼尔森全国网收视率1.87，份额3.6%，全国第二。                                                           |
| 49                       | 2020年6月19日 | 2.229       | 8.811       | 1           | 0.71      | 3.79      | 1         | |
| 50                       | 2020年6月20日 | 0.492       | 1.903       | 10          | 0.46      | 2.35      | 3         | |
| 51                       | 2020年6月21日 | 1.989       | 7.164       | 2           | 0.91      | 4.15      | 1         | 尼尔森全国网收视率1.6，份额3.3%，全国第二。                                                            |
| 平均收視                 | 平均收視      | 2.093       | 不適用      | 不適用      | 0.893     | 4.38      | 不適用    | |

1. 同时段或交叉时段主要节目：
  - CCTV-1：《花繁葉茂》/《最美的鄉村》
  - CCTV-8：《奮進的旋律》/《有你才有家》/《誰說我結不了婚》
  - 東方：《我的金山銀山》/《燃燒》
  - 浙江：《秋蟬》/《三叉戟》
  - 江苏：《秋蟬》/《三叉戟》
  - 北京：《遍地書香》/《燃燒》
2. 数据由广视索福瑞提供，调查范围为四岁以上之观众。
3. 以上收视排名包括央视在内。
4. 收視最低的集數及份額以藍色表示，收視最高的集數集及份額以紅色表示。
5. 资料来源：卫视这些事儿、TV未知数

## 獎項
| 年份   | 頒獎典禮                               | 獎項             | 得獎者               |
| ------ | -------------------------------------- | ---------------- | -------------------- |
| 2021年 | 时代旋律 家国情怀—环球影视文化传播优选 | 国际传播优秀剧集 | 《幸福，觸手可及！》 |

## 宣傳活動
- 2019年12月27日，剧组公开杀青照。
- 2020年4月23日，该剧官宣主演并首次曝光初见版海报。
- 2020年5月16日，该剧发布群像海报。
- 2020年5月19日，该剧发布预告片。
- 2020年5月18日，男女主角黃景瑜和迪麗熱巴共同出席綜藝節目《快樂大本營》宣傳劇集，該期節目於6月6日播出。

## 原著小說
- 《爱情高级定制》（2020年，艾小图，青岛出版社，ISBN 9787555285694）